# Bon Air (Santa Lucía)
Bon Air es una localidad de Santa Lucía que forma parte del distrito de Gros Islet.

## Toponimia
La localidad también es conocida por el nombre de Marisule/Bon Air.